# باول دويل
باول دويل (بالإنجليزية: Paul Doyle)‏ هو سياسي أمريكي، ولد في 30 أبريل 1963 في الولايات المتحدة. حزبياً، نشط في الحزب الديمقراطي. وقد انتخب عضو مجلس ولاية كونيتيكت وانتخب عضو مجلس نواب كونيتيكت.